# Матчи сборной Москвы по футболу (1934)
Сезон 1934 года стал 28-м в истории сборной Москвы по футболу.
В нем сборная провела
- 5 официальных матчей
  - 2 товарищеских междугородних — оба в рамках Матча трёх городов
  - 3 товарищеских международных
- 21 неофициальный матч
  - в том числе 10 международных с «рабочими» командами

## Классификация матчей
По установившейся в отечественной футбольной истории традиции официальными принято считать матчи первой сборной с эквивалентным по статусу соперником (сборные городов, а также регионов и республик); матчи с клубами Москвы и других городов составляют отдельную категорию матчей.
Международные матчи также разделяются на две категории: матчи с соперниками топ-уровня (в составах которых выступали футболисты, входящие в национальные сборные либо выступающие в чемпионатах (лигах) высшего соревновательного уровня своих стран — как профессионалы, так и любители) и (начиная с 1920-х годов) международные матчи с так называемыми «рабочими» командами (состоявшими, как правило, из любителей невысокого уровня).

## Статистика сезона
| 1934               |                                          |      |
| Н (1)              | Москва (МГСПС) — Москва (МГСПС-II)       | 2:1  |
| Н (2)              | Москва — ЗиС                             | 3:2  |
| Н (3)              | Москва — Орехово                         | 6:2  |
| МГ 82              | Москва — Харьков                         | 5:2  |
| МГ 83              | Москва — Ленинград                       | 2:1  |
| МН 24              | Москва — Турция                          | 3:0  |
| Н (4)              | Москва — Швейцария «рабочая»             | 11:0 |
| Н (5)              | Москва — Эльзас-Лотарингия «рабочая»     | 15:0 |
| МН 25              | Москва — Норвегия                        | 3:0  |
| Н (6)              | Москва — «Единая Швейцария» «рабочая»    | 5:2  |
| Н (7)              | Москва — Париж «рабочая»                 | 14:1 |
| Н (8)              | Москва — «Динамо» Минск                  | 5:2  |
| Н (9)              | Москва — Егорьевск                       | 4:3  |
| Н (10)             | Москва — «Серп и Молот»                  | 0:2  |
| Н (11)             | Москва — ФТП Чехословакия «рабочая»      | 17:0 |
| МН 26              | Москва — «Жиденице» Брно                 | 3:2  |
| Н (12)             | Москва — АТУС-ФТП Чехословакия «рабочая» | 11:2 |
| Н (13)             | Москва — АТУС Чехословакия «рабочая»     | 10:1 |
| Н (14)             | Москва — ФТП-СТАК Чехословакия «рабочая» | 12:1 |
| Н (15)             | Москва — АТУС Чехословакия «рабочая»     | 13:1 |
| Н (16)             | Москва — ФТП Чехословакия «рабочая»      | 9:1  |
| Н (17)             | Москва-II — Воронеж-II                   | 6:1  |
| Н (18)             | Москва-II — Воронеж                      | 3:0  |
| Н (19)             | Москва-II — Днепропетровск               | 5:4  |
| Н (20)             | Москва-II — «Динамо» Пятигорск           | 2:2  |
| Н (21)             | Москва-II — «Динамо» Пятигорск           | 1:2  |
| Итого              |                                          |      |
| И В Н П М          |                                          |      |
| 5 0 16 − 5         |                                          |      |
| 21 18 1 2 154 − 30 |                                          |      |

## Официальные матчи

### 149. Москва — Харьков — 5:2
Междугородний товарищеский матч 82 — Матч трёх городов (отчет ).

| Москва                                                                       | 5:2 | Харьков                                 |
| ---------------------------------------------------------------------------- | --- | --------------------------------------- |
| - Якушин 6′ 30′ - С.Иванов 24′ - С.Ильин 43′ (пен.) 67' (пен.) - Смирнов 72′ |     | - 28′ (пен.) Паровышников - 52′ Копейко |

| Игрок                     | Клуб             |                                 | Вышел на замену | Гол   |
| ------------------------- | ---------------- | ------------------------------- | --------------- | ----- |
| Рыжов, Иван               | ЦДКА             | Серебряный гол · Серебряный гол | 6               | (-11) |
|                           |                  |                                 |                 |       |
| Старостин, Александр      | «Промкооперация» |                                 | 43              |       |
| Тетерин, Виктор           | «Динамо»         |                                 | 11              |       |
|                           |                  |                                 |                 |       |
| Леута, Станислав          | «Промкооперация» |                                 | 43              | 2     |
| Старостин, Андрей         | «Промкооперация» |                                 | 26              | 1     |
| Никишин, Евгений          | ЦДКА             |                                 | 51              | 1     |
|                           |                  |                                 |                 |       |
| Лапшин, Алексей           | «Динамо»         |                                 | 6               |       |
| Смирнов, Василий          | «Динамо»         | 74'                             | 19              | 11    |
| Иванов, Сергей            | «Динамо»         | Гол                             | 27              | 21    |
| Якушин, Михаил            | «Динамо»         | Гол · Гол                       | 2               | 3     |
| Ильин, Сергей             | «Динамо»         | Гол                             | 34              | 14    |
| Тренер                    |                  |                                 |                 |       |
| Козлов, Михаил Степанович |                  |                                 | 8               |       |

| Харьков      |     |
| ------------ | --- |
| Бабкин       |     |
|              |     |
| Кириллов     |     |
| К.Фомин      |     |
|              |     |
| Н.Фомин      |     |
| Якубович     |     |
| Привалов     |     |
|              |     |
| Куликов      |     |
| Шпаковский   |     |
| Копейко      | Гол |
| Паровышников | Гол |
| Мисевра      |     |

|  |  |

### 150. Москва — Ленинград — 2:1
Междугородний товарищеский матч 83 — Матч трёх городов (отчет ).

| Москва                           | 2:1 | Ленинград              |
| -------------------------------- | --- | ---------------------- |
| - Ан.Старостин 60′ - С.Ильин 63′ |     | - 12′ (пен.) Пав.Попов |

| Игрок                     | Клуб             |                | Вышел на замену | Гол   |
| ------------------------- | ---------------- | -------------- | --------------- | ----- |
| Рыжов, Иван               | ЦДКА             | Серебряный гол | 7               | (-12) |
|                           |                  |                |                 |       |
| Старостин, Александр      | «Промкооперация» |                | 44              |       |
| Тетерин, Виктор           | «Динамо»         | ~70'           | 12              |       |
|                           |                  |                |                 |       |
| Леута, Станислав          | «Промкооперация» | ~70'           | 44              | 2     |
| Старостин, Андрей         | «Промкооперация» | Гол            | 27              | 2     |
| Никишин, Евгений          | ЦДКА             |                | 52              | 1     |
|                           |                  |                |                 |       |
| Лапшин, Алексей           | «Динамо»         |                | 7               |       |
| Смирнов, Василий          | «Динамо»         |                | 20              | 11    |
| Иванов, Сергей            | «Динамо»         |                | 28              | 21    |
| Якушин, Михаил            | «Динамо»         |                | 3               | 3     |
| Ильин, Сергей             | «Динамо»         | Гол            | 35              | 15    |
| Замены                    |                  |                |                 |       |
| Саванов, Виктор           | ЦДКА             | ~70'           | 6               |       |
| Дубинин, Виктор           | «Динамо»         | ~70'           | 12              |       |
| Тренер                    |                  |                |                 |       |
| Козлов, Михаил Степанович |                  |                | 9               |       |

| Ленинград   |          |
| ----------- | -------- |
| Шорец       |          |
|             |          |
| Юденич      |          |
| Ежов        |          |
|             |          |
| Пав.Попов   | Гол      |
| Ивин        | 27' 46'  |
| Вал.Федоров |          |
|             |          |
| Светлов     |          |
| П.Дементьев |          |
| М.Бутусов   |          |
| Елисеев     | 46'      |
| Кусков      |          |
| Замены      |          |
| А.Забелин   | 27' 46'  |
| Ярцев       | 46' ~70' |
| Мурашев     | ~70'     |

|  |  |  |

### 151. Москва — Турция — 3:0
Международный товарищеский матч 24 (отчет ).

| Москва                                           | 3:0 | Турция |
| ------------------------------------------------ | --- | ------ |
| - С.Иванов 23′ - С.Ильин 32′ - Фикрет 37′ (авт.) |     |        |

| Игрок                     | Клуб             |     | Вышел на замену | Гол   |
| ------------------------- | ---------------- | --- | --------------- | ----- |
| Рыжов, Иван               | ЦДКА             |     | 8               | (-12) |
|                           |                  |     |                 |       |
| Старостин, Александр      | «Промкооперация» |     | 45              |       |
| Тетерин, Виктор           | «Динамо»         |     | 13              |       |
|                           |                  |     |                 |       |
| Леута, Станислав          | «Промкооперация» |     | 45              | 2     |
| Старостин, Андрей         | «Промкооперация» |     | 28              | 2     |
| Никишин, Евгений          | ЦДКА             |     | 53              | 1     |
|                           |                  |     |                 |       |
| Старостин, Николай        | «Промкооперация» |     | 54              | 47    |
| Смирнов, Василий          | «Динамо»         |     | 21              | 11    |
| Иванов, Сергей            | «Динамо»         | Гол | 29              | 22    |
| Якушин, Михаил            | «Динамо»         |     | 4               | 3     |
| Ильин, Сергей             | «Динамо»         | Гол | 36              | 16    |
| Тренер                    |                  |     |                 |       |
| Козлов, Михаил Степанович |                  |     | 10              |       |

| Турция   |  |
| -------- |  |
| Авни     |  |
|          |  |
| Яшар     |  |
| Нури     |  |
|          |  |
| Эссад    |  |
| Фикрет   |  |
| Фейзи    |  |
|          |  |
| Неджед   |  |
| Саид     |  |
| Музаффер |  |
| Шереф    |  |
| Решад    |  |

|  |  |

### 152. Москва — Норвегия — 3:0
Международный товарищеский матч 25 — турнир в Париже, финал (отчет ).

| Москва                                            | 3:0 | Норвегия              |
| ------------------------------------------------- | --- | --------------------- |
| - Лапшин 1Т′ - Якушин 1Т′ - Э.Свендсен 2Т′ (авт.) |     | - 1Т' (пен.) Хавестад |

| Игрок                     | Клуб             |     | Вышел на замену | Гол   |
| ------------------------- | ---------------- | --- | --------------- | ----- |
| Рыжов, Иван               | ЦДКА             |     | 9               | (-12) |
|                           |                  |     |                 |       |
| Старостин, Александр      | «Промкооперация» |     | 46              |       |
| Тетерин, Виктор           | «Динамо»         |     | 14              |       |
|                           |                  |     |                 |       |
| Леута, Станислав          | «Промкооперация» |     | 46              | 2     |
| Старостин, Андрей         | «Промкооперация» |     | 29              | 2     |
| Никишин, Евгений          | ЦДКА             |     | 54              | 1     |
|                           |                  |     |                 |       |
| Старостин, Николай        | «Промкооперация» |     | 55              | 47    |
| Якушин, Михаил            | «Динамо»         | Гол | 5               | 4     |
| Иванов, Сергей            | «Динамо»         |     | 30              | 22    |
| Лапшин, Алексей           | «Динамо»         | Гол | 8               | 1     |
| Ильин, Сергей             | «Динамо»         |     | 37              | 16    |
| Тренер                    |                  |     |                 |       |
| Козлов, Михаил Степанович |                  |     | 11              |       |

| Норвегия       |  |
| -------------- |  |
| Х.Карлсен      |  |
|                |  |
| Л.Мартинсен    |  |
| Фьелд          |  |
|                |  |
| А.Соренсен     |  |
| Э.Свендсен     |  |
| В.Ольсен       |  |
|                |  |
| Х.Соренсен     |  |
| Хойдаль        |  |
| Хавестад       |  |
| Альф Мартинсен |  |
| П.Кристенсен   |  |

### 153. Москва — «Жиденице» Брно — 3:2
Международный товарищеский матч 26 (отчет ).

| Москва                         | 3:2 | «Жиденице» Брно          |
| ------------------------------ | --- | ------------------------ |
| - Якушин 17′ 81′ - Потапов 31′ |     | - 58′ Й.Тихи - 62′ Мотак |

| Игрок                     | Клуб             |                                 | Вышел на замену | Гол   |
| ------------------------- | ---------------- | ------------------------------- | --------------- | ----- |
| Рыжов, Иван               | ЦДКА             | Серебряный гол · Серебряный гол | 10              | (-14) |
|                           |                  |                                 |                 |       |
| Старостин, Александр      | «Промкооперация» |                                 | 47              |       |
| Тетерин, Виктор           | «Динамо»         |                                 | 15              |       |
|                           |                  |                                 |                 |       |
| Леута, Станислав          | «Промкооперация» |                                 | 47              | 2     |
| Старостин, Андрей         | «Промкооперация» |                                 | 30              | 2     |
| Никишин, Евгений          | ЦДКА             |                                 | 55              | 1     |
|                           |                  |                                 |                 |       |
| Потапов, Вадим            | «Серп и Молот»   | Гол                             | 5               | 2     |
| Якушин, Михаил            | «Динамо»         | Гол · Гол                       | 6               | 6     |
| Иванов, Сергей            | «Динамо»         |                                 | 31              | 22    |
| Степанов, Владимир        | «Промкооперация» |                                 | 14              | 8     |
| Ильин, Сергей             | «Динамо»         |                                 | 38              | 16    |
| Тренер                    |                  |                                 |                 |       |
| Козлов, Михаил Степанович |                  |                                 | 12              |       |

| «Жиденице» |     |
| ---------- | --- |
| Людвик     |     |
|            |     |
| Скарупка   |     |
| Недер      |     |
|            |     |
| Смолка     |     |
| Поспихал   |     |
| Раффински  |     |
|            |     |
| Штерц      |     |
| Мотак      | Гол |
| Й.Тихи     | Гол |
| Груна      |     |
| Зелинка    |     |

## Неофициальные матчи
1. Контрольный матч
| 23 апр Неоф (1) | Москва (МГСПС) | 2:1 | Москва (МГСПС - II) | Москва |
| Москва (МГСПС): Гранаткин - И.Гвоздков, Пчеликов - Вик.Павлов, Б.Апухтин, Дергачев - Потапов, Зайцев, Н.Ильин, В.Семенов, Г.Богданов Москва (МГСПС - II): Кочетов - Ананьев, Б.Аркадьев - В.Маслов, Сигачев, Бубенцов - В.Орлов, Е.Семенов, А.Соколов, Лавров, Арчиков |                |     |                     |        |

2. Тренировочный матч
| 20 мая апр Неоф (2) | Москва (МГСПС) | 3:2 | ЗиС | Стадион ЗиС, Москва      |
| |                |     |     | Судья: Н.Кауров (Москва) |
| Москва (МГСПС): ...Тетерин, Н.Старостин , Лапшин, Смирнов, Павлов... ЗиС: ...Сигачев , Ананьев, Поляков, В.Семенов, В.Орлов... |                |     |     |                          |

3. Товарищеский матч
| 22 июн Неоф (3)                                                                        | Москва | 6:2 | Орехово | Орехово-Зуево     |
|                                                                                        |        |     |         | Судья: Бахуленков |
| Москва: Рыжов - ... Орехово: Бородастов - ... Тарасов, Теренков, Самороднов, Синев ... |        |     |         |                   |

4—7. Турне во Францию
| 11 авг Неоф (4) «Рабочее первенство мира» 1/4                                                                         | Москва                                               | 11:0 | Швейцария «рабочая» | Муниципальный стадион Клиши, Париж |
| | - С.Иванов - Якушин - С.Ильин - Н.Старостин - Лапшин |      |                     | Зрителей: 5000                     |
| Москва: Рыжов - Ал.Старостин, Тетерин - Леута, Ан.Старостин, Никишин - Н.Старостин, Якушин, С.Иванов, Лапшин, С.Ильин |                                                      |      |                     |                                    |

| 13 авг Неоф (5) «Рабочее первенство мира» 1/2 | Москва                                           | 15:0 | Эльзас-Лотарингия «рабочая» | «Першинг», Париж |
|                                               | - С.Иванов - Павлов - Смирнов - Якушин - С.Ильин |      |                             |                  |

| 23 авг Неоф (6) | Москва                                                | 5:2 | «Единая Швейцария» «рабочая» | Сен-Луи |
|                 | - С.Иванов 3′ (4:1)′ - С.Ильин 8′ - Лапшин 32′ (5:1)′ |     |                              |         |

| 27 авг Неоф (7) | Москва | 14:1 | Париж «рабочая» | Париж |

8. Показательный товарищеский матч
| 10 сен Неоф (8) | Москва | 5:2 | «Динамо» Минск | Минск |

9—10. Тренировочные матчи при подготовке к поездке в Чехословакию
| 3 окт Неоф (9)                                                                             | Москва | 4:3 | Егорьевск | Стадион ЗиС, Москва |
| Москва: В.Виноградов - ... Якушин, Лапшин ... Егорьевск: Тихомиров - ... Рыжов, Карпов ... |        |     |           |                     |

| 6 окт Неоф (10) | Москва | 0:2 | «Серп и Молот» | Стадион ЗиС, Москва |

11—16. Турне в Чехословакию
| 14 окт Неоф (11)                                                                                                   | Москва                                                          | 17:0 | ФТП «рабочая» | Прага |
| | - С.Иванов - Якушин - Ан.Старостин - Потапов - С.Ильин - Лапшин |      |               |       |
| Москва: Рыжов - Ал.Старостин , Тетерин - Леута, Ан.Старостин, Никишин - Потапов, Якушин, С.Иванов, Лапшин, С.Ильин |                                                                 |      |               |       |

| 20 окт Неоф (12)                                                                                                   | Москва                                 | 11:2 | АТУС — ФТП «рабочая» | Мост |
| | - С.Иванов - Лапшин - С.Ильин - Якушин |      |                      |      |
| Москва: Рыжов - Ал.Старостин , Тетерин - Леута, Ан.Старостин, Никишин - Потапов, Якушин, С.Иванов, Лапшин, С.Ильин |                                        |      |                      |      |

| 21 окт Неоф (13)                                                                                         | Москва                                 | 10:1 | АТУС «рабочая» | Городской стадион, Усти-над-Лабем |
| | - Павлов - Степанов - С.Ильин - Якушин |      |                |                                   |
| Москва: Рыжов - Путилин, Тетерин - П.Коротков, Рёмин, Леута - Потапов, Якушин, Степанов, Павлов, С.Ильин |                                        |      |                |                                   |

| 27 окт Неоф (14) | Москва                                                      | 12:1 | СТАК — ФТП «рабочая» | Кладно         |
|                  | - Якушин - С.Иванов - Лапшин - С.Ильин - Потапов - Степанов |      |                      | Зрителей: 3000 |

| 28 окт Неоф (15)                                                                                               | Москва                                                      | 13:1 | АТУС «рабочая» | Ходов          |
| | - Павлов - Степанов - Лапшин - С.Ильин - Леута - П.Коротков |      |                | Зрителей: 5000 |
| Москва: В.Виноградов - Путилин, Тетерин - П.Коротков, Рёмин, Леута - Лапшин, Якушин, Степанов, Павлов, С.Ильин |                                                             |      |                |                |

| 1 ноя Неоф (16) | Москва                                                     | 9:1 | ФТП «рабочая» | Прага |
|                 | - Якушин - С.Иванов - С.Ильин - Степанов - Потапов - Леута |     |               |       |

17—21. Турне II сборной по Югу
| 12 окт Неоф (17) | Москва (II) | 6:1 | Воронеж (II) | Воронеж |
| | - Е.Семенов |     |              |         |
| Москва (II): Гранаткин - Саванов, Епишин - В.Маслов, Жуков, Вик.Павлов - Семичастный, Е.Семенов, В.Семенов, Смирнов, Теренков Воронеж (II): ... Михеев ... |             |     |              |         |

| 13 окт Неоф (18) | Москва (II) | 3:0 (85') | Воронеж | Воронеж                   |
| |             |           |         | Судья: Н.Корнеев (Москва) |
| Москва (II): Гранаткин - Саванов, Епишин - В.Маслов, Жуков, Вик.Павлов - Семичастный, Е.Семенов, В.Семенов, Смирнов, Теренков · Воронеж: ... Михеев , Пучков 85' ... |             |           |         |                           |

| 17 окт Неоф (19) | Москва (II) | 5:4 | Днепропетровск | Днепропетровск |
| Москва (II): Гранаткин - Саванов, Епишин - В.Маслов, Жуков, Вик.Павлов - Семичастный, Е.Семенов, В.Семенов, Смирнов, Теренков |             |     |                |                |

| 23 окт Неоф (20) | Москва (II)        | 2:2 | «Динамо» Пятигорск              | «Динамо» им.Евдокимова, Пятигорск |
| | - Орлов 2′ - ? 52′ |     | - 14′ Прохоренко - 38′ Мотлохов |                                   |
| Москва (II): Гранаткин - Саванов, Епишин - В.Маслов, Жуков, Вик.Павлов - Семичастный, Теренков, В.Семенов, Попов, Орлов «Динамо» Пятигорск: Айвазов - ... А.Маркаров, Прохоренко, Мотлохов, Шляпин ... |                    |     |                                 |                                   |

| 23 окт Неоф (21) | Москва (II) | 2:2 | «Динамо» Пятигорск | «Динамо» им.Евдокимова, Пятигорск |
| |             |     | - 76′ Шляпин       |                                   |
| Москва (II): Гранаткин - Саванов, Епишин - В.Маслов, Жуков, Вик.Павлов - Семичастный, Теренков, В.Семенов, Попов, Орлов «Динамо» Пятигорск: Айвазов - ... А.Маркаров, Прохоренко, Мотлохов, Шляпин ... |             |     |                    |                                   |